# Elektronski regulatori sa operacionim pojačavačima
Elektronski regulatori sa operacionim pojačavačima kao i svi drugi regulatori, su uređaji u kojima se vrši obrada signala iz mjernih pretvarača, čiji je rezultat signal upravljanja određenih statičkih i dinamičkih karakteristika. Matematičke operacije nad signalima tehnički se najlakše ostvaruju sa signalima električne prirode. Razvojem operacionih pojačavača stvorene su mogućnosti za veoma raznovrsnu, kako statičku, tako i dinamičku, obradu električnih signala. 
Pod statičkom obradom signala podrazumeva se pojačanje amplitude i snage signala, pretvaranje naizmjeničnog signala u jednosmjerni i obrnuto i dr. 
Pod dinamičkom obradom signala podrazumijeva se promjena oblika signala kao funkcije vremena (diferenciranje signala po vremenu, integraljenje u vremenu, zakašnjavanje i druge obrade).
Elektronski regulatori PI, PD i PID tipa najčešće se realizuju pomoću operacionih pojačavača. Izlazni dio elektronskog regulatora je pojačavač snage, koji može biti tranzistorski, magnetni ili neki drugi pojačavač snage. Kada se operacioni pojačavač koristi kao regulator, na ulazu djeluje signal greške {\displaystyle u_{ul}(t)=e(t)} , a na izlazu se dobija upravljanje {\displaystyle u_{iz}(t)=u(t)} . Željeno dejstvo elektronskog regulatora ostvaruje se izborom odgovarajućih oblika impedansi Z1 i Z2, koje sadrže pasivne elemente – otpornik otpornosti R, kondenzator kapacitivnosti C ili njihove kombinacije.
{\displaystyle u_{iz}(t)=-{\frac {Z_{2}}{Z_{1}}}\,u_{ul}(t)\ }

## Regulatori proporcionalnog dejstva
Proporcionalni P regulator reaguje brzo, ali u mnogim slučajevima ne otklanja trajno odstupanje regulisane veličine. Regulisana veličina uvijek ima neko zaostalo odstupanje, pa se ovi regulatori upotrebljavaju tamo gdje se ne zahtjeva velika tačnost. 
{\displaystyle u(t)=-{\frac {R_{2}}{R_{1}}}\,e(t)\ }
{\displaystyle Kp={\frac {R_{2}}{R_{1}}}\ }
Primjenjuju se za:
- podešavanje impedanse izvora signala Kp =1,
- poređenje dva signala različitih nivoa,
- množenje konstantom Kp > 1.

Regulator može obavljati istovremeno jednu ili sve tri navedene funkcije. Ovakav regulator koristi se u slučajevima kada je izlazna impedansa izvora previsoka, pa se mora smanjiti radi dalje obrade signala. Regulator navedene funkcije je poznat kao rasteretni pojačavač. Množenje konstantom ima za cilj podešavanje faktora srazmjere, što je čest slučaj pri poređenju dva signala različitih nivoa.

## Regulatori integralnog dejstva
Izlazna veličina elementa, kod regulatora integralnog dejstva, proporcionalna je integralu po vremenu ulazne veličine. 
{\displaystyle u(t)=Ki\int e(t)\,dt}
{\displaystyle {\operatorname {d} \!u \over \operatorname {d} \!t}=K_{i}\,e(t)}
Ova jednačina pokazuje da je izlazna veličina regulatora proporcionalna integralu ulazne veličine. Ki – koeficijent proporcionalnosti ili koeficijent prenosa integralnog regulatora ili dinamički parametar regulatora i može se podešavati. 
Prenosna funkcija ovog regulatora je:
{\displaystyle W(p)=-{\frac {u_{i}(p)}{u_{1}(p)}}\ =-{\frac {Z_{2}}{Z_{1}}}\ =-{\frac {1}{pR_{1}C_{2}}}\ }
pri čemu je : {\displaystyle (jw=p)}. 
Uvođenjem vremenske konstante {\displaystyle T_{I}} : 
{\displaystyle T_{I}=R_{1}C_{2}}
imamo : 
{\displaystyle W(p)=-{\frac {1}{T_{I}\,p}}\ }
Dejstvo regulatora je relativno sporo zbog dinamičkih svojstava integralnog elementa, zbog čega se rijetko koristi kao samostalna jedinica. U većini slučajeva on trajno otklanja odstupanja regulisane veličine, te mu je tačnost najbolja osobina. Nedostatak mu je što unosi izvjesnu nestabilnost u regulaciono kolo.

## Regulatori diferencijalnog dejstva
Funkcionalna zavisnost između ulazne i izlazne veličine regulatora diferencijalnog djelovanja data je relacijom:
{\displaystyle u(t)=-R_{2}C_{1}\,{\operatorname {d} \!e(t) \over \operatorname {d} \!t}}
{\displaystyle T_{d}=R_{2}C_{1}}
gdje je Td – vremenska konstanta.
Izvedeni izraz se odnosi na idealno diferencijalno dejstvo koje je u praksi neostvarivo, jer kondenzator ima izvjesnu termogenu otpornost, koja se može predstaviti redno vezanim otpornikom {\displaystyle R_{1}}. 
Nedostaci ovog regulatora ogledaju se u činjenici da kondenzator u ulaznoj grani, pored sklonosti ka oscilovanju prenosi šumove i smetnje, što može da se nepovoljno odrazi na stabilnost i pouzdanost rada regulatora.
Djelovanje ovakvog regulatora kod sporih promjena ulazne veličine bilo bi slabo. Za izrazito spore promjene ulazne veličine reagovanje regulatora bi praktično izostalo. Ovi regulatori se združuju sa drugim i čine PI i PID regulatore, gdje svojim djelovanjem u znatnoj mjeri doprinose stabilizaciji sistema automatkse regulacije.
Regulatori sa složenim dejstvom – PI, PD i PID regulatori, realizuju se na dva načina: sa jednim pojačavačem i sa relativno složenim oblicima impedansi {\displaystyle Z_{1}} i {\displaystyle Z_{2}}, ili kao kombinacije više osnovnih već opisanih regulatora. Regulatori sa jednim pojačavačem su jednostavnije konstrukcije i zato su jeftiniji, ali je zato podešavanje konstanti regulatora teže nego kod drugog načina.

## Regulatori sa proporcionalno integralnim dejstvom
Ovaj oblik djelovanja regulatora pripada grupi složenih dinamičkih regulatora.
{\displaystyle u(t)=-{\frac {R_{2}}{R_{1}}}\ {\frac {1}{R_{1}C_{2}}}\ \int e(t)\,dt\ =-Kp{\Bigg [}1+{\frac {1}{T_{I}}}\ \int e(t)\,dt\ {\Bigg ]}}
gdje je :
{\displaystyle K_{p}={\frac {R_{2}}{R_{1}}}\ }
koeficijent proporcionalnosti, a {\displaystyle T_{I}=R_{2}\,C_{2}} - konstanta integralnog dejstva. Obje konstante se mogu podešavati nezavisno. 
Pri povećanju konstante {\displaystyle T_{I}} do u beskonačnost, regulator PI djelovanja prelazi u regulator P djelovanja. Ako Kp i Tp teže nuli, dobija se djelovanje I regulatora. Rad sistema sa ovakvim regulatorom odlikuje se visokom tačnošću u ustaljenom stanju, koja potiče od integralne komponente regulatora, velikom brzinom odziva, koja potiče od djelovanja proporcionalne komponente.
U dinamičkom smislu PI regulator predstavlja sistem od dva međusobno paralelno povezana dinamička elementa: elementa P djelovanja i elementa I djelovanja. Sabirna tačka je takođe
proporcionalni regulator. To je operacioni pojačavač sa dva ulaza, koji na izlazu daje napon
jednak zbiru ulaznih napona.
Ako uzmemo da je: {\displaystyle (jw=p)}
onda je prenosna funkcija regulatora: 
{\displaystyle Z_{1}(p)=R_{1}}
{\displaystyle Z_{2}(p)=R_{2}+{\frac {1}{pC_{2}}}\ }
{\displaystyle W(p)=-{\frac {Z_{2}(p)}{Z_{1}(p)}}\ =-{\frac {R_{2}+{\frac {1}{pC_{2}}}\ }{R_{1}}}\ }
{\displaystyle W(p)=-{\frac {R_{2}}{R_{1}}}\ {\Bigg [}1+{\frac {1}{pR_{2}C_{2}}}\ {\Bigg ]}}

## Regulatori sa proporcionalno-integralno-diferencijalnim dejstvom
Proporcionalno-integralno-diferencijalno djelovanje izražava se jednačinom: 
{\displaystyle u_{iz}(t)=K_{p}u_{ul}(t)+K_{i}\int u_{ul}(t)\,dt+K_{d}{\operatorname {d} \!e(t) \over \operatorname {d} \!t}}
{\displaystyle u_{iz}(t)=K_{p}{\Bigg [}u_{ul}(t)+{\frac {1}{T_{I}}}\ \int u_{ul}(t)\,dt\ +T_{d}{\operatorname {d} \!e(t) \over \operatorname {d} \!t}{\Bigg ]}}

U dinamičkom smislu ovi regulatori predstavljaju sistem od tri vezana dinamička bloka: proporcionalnog, integralnog i diferencijalnog djelovanja. Regulator se podešava preko podesivih konstanti Kp ,{\displaystyle T_{I}} i Td.

Pri vrijednosti konstante Td=0, PID regulator prelazi u regulator PI djelovanja. Prenosna funkcija regulatora je oblika: 
{\displaystyle Z_{1}(p)=R_{1}}
{\displaystyle Z_{2}(p)={\frac {1}{pC_{21}}}\ (1+pR_{21}C_{21})(1+pR_{22}C_{22})+pR_{22}C_{21}}
{\displaystyle W(p)=-{\frac {Z_{2}(p)}{Z_{1}(p)K_{p}}}\ }
Podešavanje konstanti nije pogodno jer zavise od parametara impedansi, podešavanje jedne konstante utiče na drugu, a težnja je da uzajamna zavisnost konstantni pri podešavanju bude što manja, što se postiže realizacijom regulatora iz više osnovnih jedinica.